# Lee Visagie
Lee Visagie (Pretoria, 13 de agosto de 1992) es una actriz sudafricana. Es más conocida por su actuación en las series Roer Jou Voete, Isidingo y Spoorloos.

## Biografía
Visagie nació y creció en Pretoria, Sudáfrica. En 2013, se graduó en la Universidad de Pretoria.

## Carrera profesional
Debutó en teatro en una serie de obras infantiles. Luego actuó en las producciones como My Japan, Streetlights with Lips y Porselein. Debutó en televisión con la serie Power Rangers.
En 2015, obtuvo su primer papel acreditado como 'Joven Gertruida' en la serie dramática Roer Jou Voete transmitida por televisión en SABC3. En 2017, realizó otro papel recurrente como 'Alice' en la telenovela Keeping Score. También actuó como 'Anja Lategan' en la popular telenovela Isidingo. Su primera aparición fue transmitida el 8 de mayo de 2017.

## Vida privada
Está casada desde 2018 con Leander Boshoff.